# Carlos Espósito
Carlos Espósito (Buenos Aires, 1941. november 4. –) argentin nemzetközi labdarúgó-játékvezető.

## Pályafutása
Játékvezetésből 1964-ben  Buenos Airesben vizsgázott. Az MAFIA Játékvezető Bizottságának (JB) minősítésével 1974-től a Primera B Nacional, majd 1977-től a Primera Divisió játékvezetője. Küldési gyakorlat szerint rendszeres partbírói szolgálatot is végzett. A nemzeti játékvezetéstől 1989-ben fenyegetettség hatására visszavonult.
Az Argentin labdarúgó-szövetség JB terjesztette fel nemzetközi játékvezetőnek, a Nemzetközi Labdarúgó-szövetség (FIFA) 1978-tól tartotta nyilván bírói keretében.  A FIFA JB központi nyelvei közül a spanyolt beszéli. Több nemzetek közötti válogatott (Labdarúgó-világbajnokság, Copa América), valamint Copa Libertadores klubmérkőzést vezetett, vagy működő társának partbíróként segített. Az argentin nemzetközi játékvezetők rangsorában, a labdarúgó-világbajnokságon való szolgálat sorrendjében többedmagával a 6. helyet foglalja el 2 találkozó szolgálatával. A  nemzetközi játékvezetéstől 1989-ben búcsúzott. Vezetett kupadöntők száma: 1.
Az 1983-as U20-as labdarúgó-világbajnokságon a FIFA JB bíróként alkalmazta.
| Időpont         | Helyszín                              | Mérkőzés típusa              | Mérkőzés          | Eredmény | Nézők száma |
| --------------- | ------------------------------------- | ---------------------------- | ----------------- | -------- | ----------- |
| 1983. június 5. | Nemesio Díez Stadion, Toluca de Lerdo | csoportmérkőzés (A. csoport) | Skócia–Ausztrália | 1 – 2    | 22 111      |

Az 1985-ös U16-os labdarúgó-világbajnokságon a FIFA JB bíróként foglalkoztatta.
| Időpont            | Helyszín                  | Mérkőzés típusa              | Mérkőzés              | Eredmény | Nézők száma |
| ------------------ | ------------------------- | ---------------------------- | --------------------- | -------- | ----------- |
| 1985. augusztus 4. | Kijelölt Stadion, Peking  | csoportmérkőzés (A. csoport) | Kína–Egyesült Államok | 3 – 1    | 60 000      |
| 1985. augusztus 9. | Kerületi Stadion, Sanghaj | egyik elődöntő               | Nigéria–Guinea        | 1 – 1    | 30 000      |

Az 1982-es labdarúgó-világbajnokságon, az 1986-os labdarúgó-világbajnokságon, valamint az 1990-es labdarúgó-világbajnokságon a FIFA JB bíróként vette igénybe. Ha nem vezetett mérkőzést, akkor működő társának partbíróként segített. A kor elvárása szerint az egyes számú partbíró játékvezetői sérülésnél átvette a mérkőzés irányítását. Egy esetben egyes, egy alkalommal 2. pozícióba kapott küldést. Selejtező mérkőzéseket a COMNEBOL, 1990-ben az AFC zónában is vezetett. Világbajnokságokon vezetett mérkőzéseinek száma: 2 + 2 (partbíró).
| Időpont             | Helyszín                               | Mérkőzés típusa                     | Mérkőzés                                     | Eredmény | Nézők száma |
| ------------------- | -------------------------------------- | ----------------------------------- | -------------------------------------------- | -------- | ----------- |
| 1981. június 7.     | Kijelölt Stadion, Asunción             | (1982 vb) előselejtező (3. csoport) | Paraguay–Chile                               | 0 – 1    |             |
| 1985. április 7.    | Centenario Stadion, Montevideo         | (1986 vb) előselejtező (2. csoport) | Uruguay–Chilei labdarúgó-válogatott          | 2 – 1    | 75 000      |
| 1985. október 27.   | Defensores del Chaco Stadion, Asunción | (1986 vb) döntő rájátszás           | Paraguayi labdarúgó-válogatott–Kolumbia      | 3 – 0    | 40 000      |
| 1986. június 3.     | Azteca Stadion, Mexikóváros            | csoportmérkőzés (B. csoport)        | Mexikó–Belgium                               | 2 – 1    | 110 000     |
| 1986. június 16.    | Olimpiai Stadion, Mexikóváros          | egyik nyolcaddöntő                  | Franciaország–Olaszország                    | 2 – 0    | 70 000      |
| 1989. augusztus 27. | Nemzeti Stadion, Lima                  | (1990 vb) előselejtező (1. csoport) | Peru–Uruguayi labdarúgó-válogatott           | 0 – 2    | 45 000      |
| 1989. október 12.   | Nemzeti Stadion, Szingapúr             | (1990 vb) döntő csoporttalálkozó    | Kína–Szaúd-Arábia                            | 2 – 1    |             |
| 1989. október 25.   | Nemzeti Stadion, Szingapúr             | (1990 vb) döntő csoporttalálkozó    | Dél-Korea–Szaúd-arábiai labdarúgó-válogatott | 2 – 0    |             |

Az 1979-es Copa América labdarúgó-tornának a CONMEBOL JB bírói szolgálatra alkalmazta.
| Időpont             | Helyszín                                  | Mérkőzés típusa              | Mérkőzés                                 | Eredmény | Nézők száma |
| ------------------- | ----------------------------------------- | ---------------------------- | ---------------------------------------- | -------- | ----------- |
| 1979. augusztus 22. | Nemesio Camacho El Campín Stadion, Bogotá | csoportmérkőzés (A. csoport) | Kolumbiai labdarúgó-válogatott–Venezuela | 4 – 0    | 30 000      |
| 1979. augusztus 29. | Atahualpa Stadion, Quito                  | csoportmérkőzés (C. csoport) | Ecuador–Paraguayi labdarúgó-válogatott   | 1 – 2    | 45 000      |
| 1979. október 31.   | Maracanã Stadion, Rio de Janeiro          | egyik elődöntő               | Brazília–Paraguayi labdarúgó-válogatott  | 2 – 2    | 80 000      |

A CONMEBOL JB küldésére több Copa Libertadores klubmérkőzést vezetett.
| Időpont            | Helyszín                         | Mérkőzés típusa                                | Mérkőzés                | Eredmény | Nézők száma |
| ------------------ | -------------------------------- | ---------------------------------------------- | ----------------------- | -------- | ----------- |
| 1981. november 13. | Maracanã Stadion, Rio de Janeiro | 1981-es Copa Libertadores első döntő találkozó | CR Flamengo–CD Cobreloa | 2 – 1    | 93 985      |

## Külső hivatkozások
- Carlos Espósito. World Referee. [2016. augusztus 25-i dátummal az eredetiből archiválva]. (Hozzáférés: 2012. május 23.)
- Carlos Espósito. footballzz.com. (Hozzáférés: 2012. május 23.)
- Carlos Espósito. footballdatabase.eu. (Hozzáférés: 2012. május 23.)
- Carlos Espósito. scoreshelf.com. [2016. március 10-i dátummal az eredetiből archiválva]. (Hozzáférés: 2012. május 23.)
- Carlos Espósito. weltfussball.de. (Hozzáférés: 2012. május 23.)
- Carlos Espósito. fifa.com. [2015. szeptember 5-i dátummal az eredetiből archiválva]. (Hozzáférés: 2016. augusztus 22.)

| Elődje: Edison Peréz Nuñez | Copa Libertadores döntő 1981 | Utódja: Ramón Barreto |